# Ногайці

Ногайська Орда в кінці XV ст.

Нога́йці (ног. Ногай, Noğay
в однині; ног. Ногайлар, Noğaylar
у множині) — тюркський народ на Північному Кавказі, що сформувався у Ногайській орді, до населення якої застосовується назва «ногаї». 104 тисячі ногайців мешкає у Росії в Ставропольському краю, Дагестані (національний район), Карачаєво-Черкесії (створений у 2005 році ногайський район) та інших регіонах. В Україні за даними перепису 2001 року мешкає 385 ногайців.

## Історія
Початки ногайської історії пов'язуються з іменами хана Ногая, який заснував Ногайський улус у Буджаку та темника Єдигея, родоначальника династії ногайських ханів. Утворена пізніше Ногайська орда займала території навколо нижньої течії Волги, у сучасних Астраханській області, Калмикії, Західному Казахстані. У XVII столітті Орда була розбита калмиками, що наступали зі Сходу.
Після знищення державності частина ногаїв залишилася у степах на Північно-Західному березі Каспійського моря, частина — відступила на схід до казахів. Однак найбільше з них розселилися на Кубані та Південній Україні (Північний Крим, Буджак, Єдисан, Джамбуйлук). Вони сформували Малу ногайську орду, яка розпалася на Білгородську, Єдичкульську, Єдисанську та Джамбуйлуцьку орди. Зокрема, назва Джамбуйлук (нинішня Херсонська область) походить від ногайської вимови назви річки Емби в Казахстані, звідки переселилася тамтешня група ногаїв. Ці ногаї дали назву місту Ногайськ (зараз — Приморськ Запорізької області), а через нього — Ногайському районові (зараз — Приморський).
У 1782—1783 роках, після російсько-турецької війни, над ногаями було проведено каральну операцію по переселенню з Кубані у заволзькі степи під керівництвом Олександра Суворова.
Подальша доля різних груп ногаїв склалася наступним чином:
- Ногаї Причорномор'я підпорядкувалися Кримському ханству, і влилися до складу кримських татар, сформувавши північний (степовий) діалект кримськотатарської мови, що, на відміну від середнього та південнобережного, належить до ногайсько-кипчацької підгрупи тюркських мов. Після включення Кримського ханства до складу Росії частина ногаїв ханства відступила до Добруджі, сформувавши ядро румунських татар; частина — емігрувала до Туреччини та влилися до складу турків; решта — остаточно злилася з кримськими татарами.
- Східні ногаї взяли участь у формуванні казахського народу.
- Частина прикаспійських ногаїв влилася в число астраханських татар.
- Решта ногаїв Каспійського узбережжя та Кубані, хоч вони і розселені окремими віддаленими ареалами, сформувала сучасний ногайський народ.

Кумики, як і ногайці, з'явилися на Кавказі в 13 столітті і їх мови належать до однієї гілки тюркських мов.

## Розселення та етнічні групи
Ногайці проживають дисперсно у степових районах Північного Кавказу.

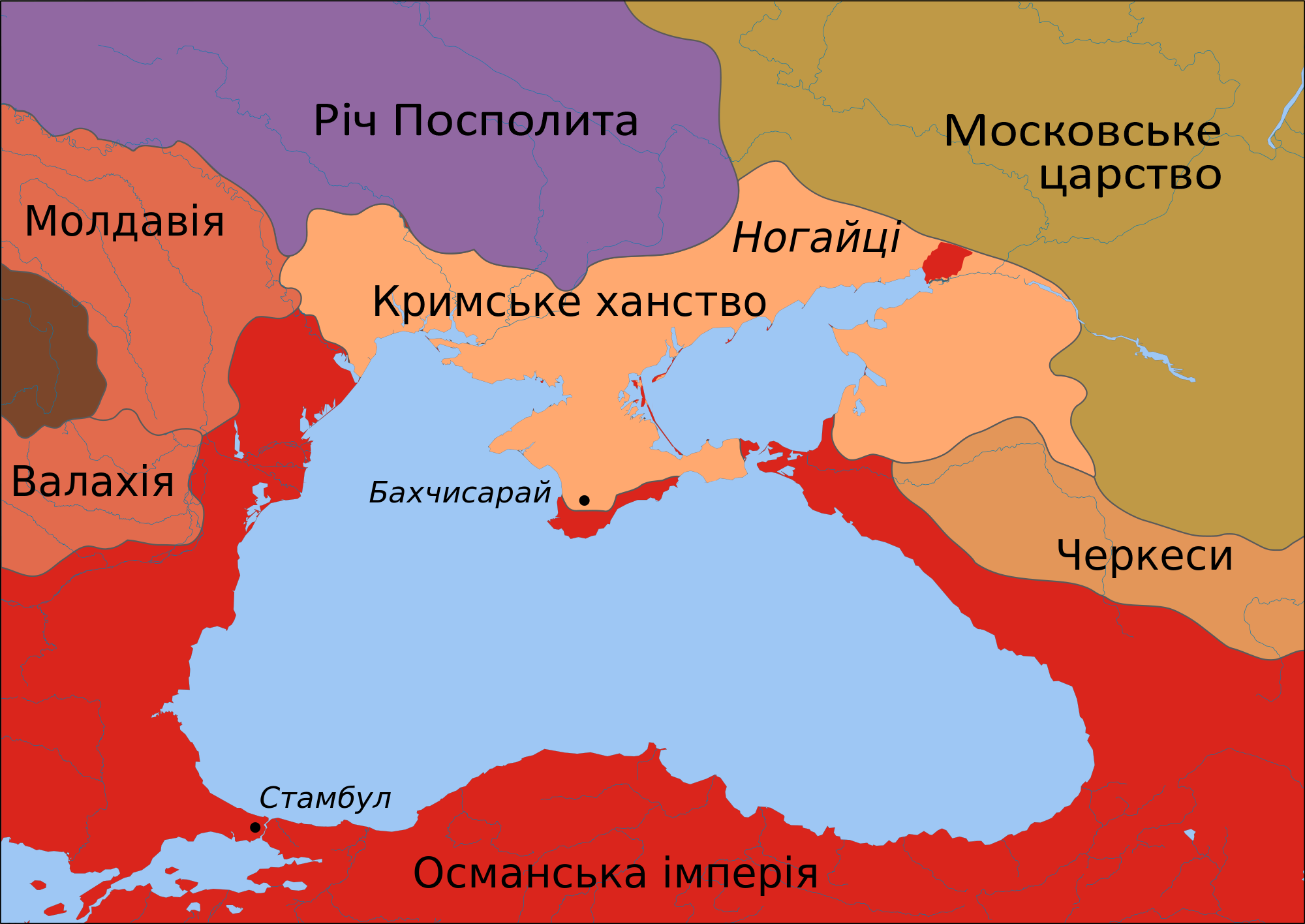
Кримське ханство у 1600 році. Ногаї займають усі області окрім власне Криму

Найбільша група ногайців зосереджена у Ногайському степу над Тереком та Кумою — в Північному Дагестані (Ногайський район (Дагестан), де вони становлять 87 % населення) та прилеглих районах Ставропольского краю (Нефтекумський район, де їхня доля зменшилася через трудову міграцію росіян та даргинців) і Чечні (Шелковський район, витіснялися чеченцями). Частка ногайців в Дагестані — 1,4 %, і вона може продовжувати зменшуватися через вищу народжуваність у гірських народів. 
На північ від цієї групи окремим вкрапеленнями тягнуться групи ногайців та астраханських татар ногайського походження у Калмикії (утари або алабугатські татари) та Астраханській області (юртові татари та карагаші, вони ж кундровські татари).

Найвіддаленішою групою є ногайці Карачаєво-Черкесії, нащадки кубанських ногайців. Колись вони займали усю територію на північ від р. Кубань, пізніше зайняту Чорноморським козацьким військом. Поступово територія їхнього розселення була звужена до нинішньої, що займає Ногайський район (Карачаєво-Черкесія). У Ногайському районі вони становлять 77 % населення, а в усій республіці — 3,3 %.

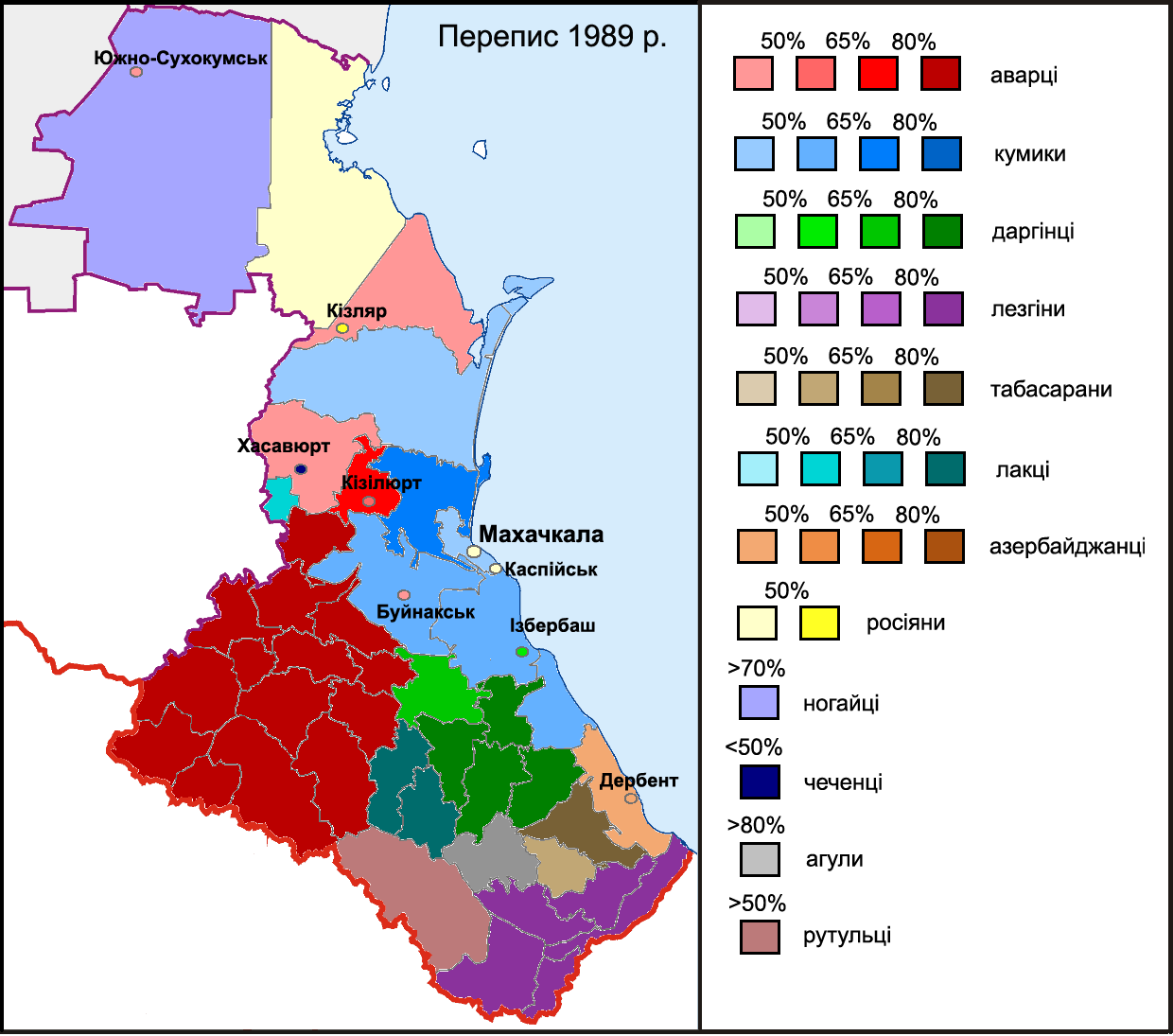
Народи Дагестану. Ногайці займають крайній Північний Захід

## Національний рух
Перший з'їзд (курултай) ногайського народу відбувся у 1988 році. На другому курултаї у грудні 1989 року була утворена діюча і досі національна організація Бірлік, ціллю якої є утворення ногайської автономії в Росії та збереження культури й мови ногайців. На третьому з'їзді ногайців була проголошена Ногайська республіка на землях ногайців Дагестану, Ставропілля та Чечні, яка не відбулася фактично.
У 2005 році на підставі референдуму був утворений Ногайський район у Карачаєво-Черкеській республіці.
Найбільшу проблему представники руху вбачають в адміністративно-територіальній роздробленості навіть району компактного проживання терських ногайців та відсутності власної автономії. Як загроза розглядається розростання кутанів (початково — стоянок на зимових рівнинних пасовищах), заселених гірськими народами Дагестану.
Повідомлялося про окремі ногайські загони Кавказького емірату, втім нечисельні.

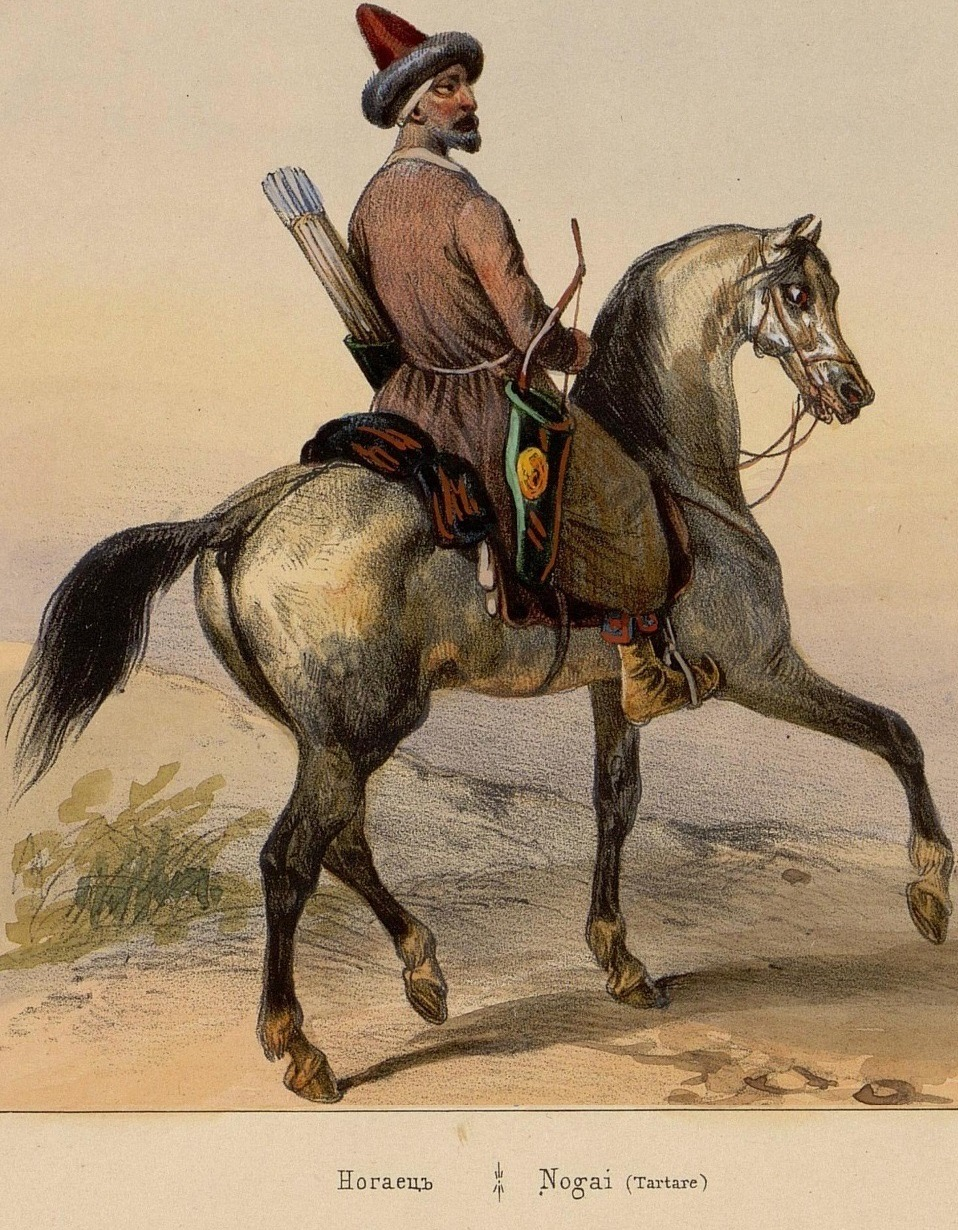
Ногаєць, 1830-ті

## Культура
Ключовим елементом традиційної культури є давній ногайський епос Едіге (інша назва — Сорок богатирів), також запозичений у ногайців іншими тюркськими народами.
В Дагестані діє Ногайський державний драматичний театр, у 2013—2015 роках повідомлялося про створення державного ногайського театру у Карачаєво-Черкесії.

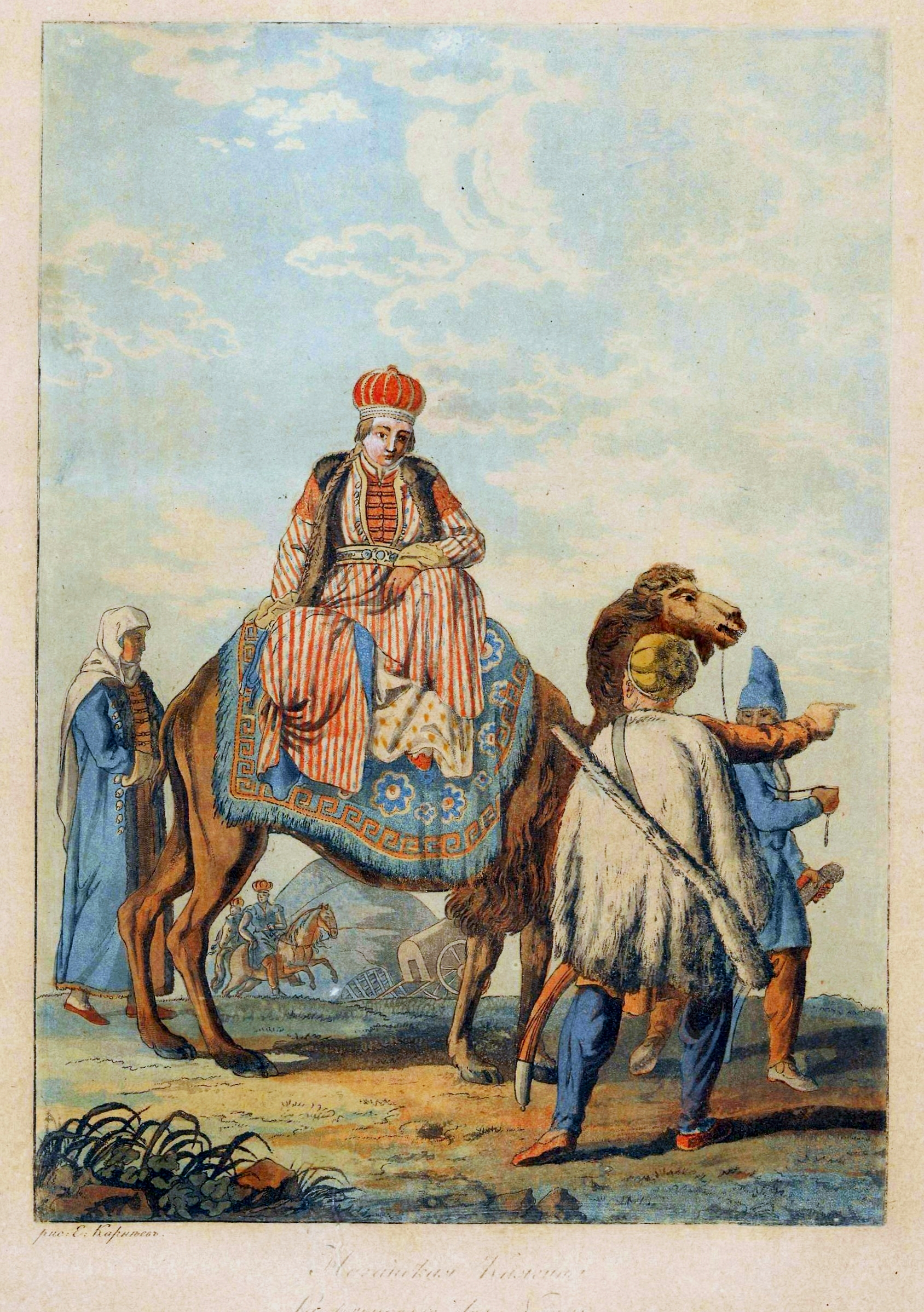
Ногайська принцеса. Павло Яків Ламініт за Омеляном Корнєвим, 1812, Національний музей у Варшаві

Ногайською мовою видаються газети «Шоьл тавысы» (Дагестан) та «Ногай давысы» (Карачаєво-Черкесія). 

## Мова
Ногайці спілкуються ногайською мовою, також володіють російською. Ногайська мова належить до ногайської підгрупи кипчацької групи тюркських мов. Ногайська близька до інших мов своєї підгрупи, зокрема є взаємно зрозумілою з казаською мовою. У ногайській мові виділяється астраханський діалект.
До 1928 використовувалась арабська, пізніше — латинська, з 1938 — російська графіка. Сучасну абетку затверджено 1950 року.

## Антропологія
Різні групи ногайців мають різні расові типи. Серед кубанських (Карачаєво-Черкесія) і кримських ногайців (Крим) переважає понтійський і світлий європеоїдний тип європеоїдної раси, караногайці (Дагестан, Чеченська Республіка) ж мають риси представників метисної південносибірської раси, ачікулакські ногайці (Ставропольський край) і ногайці Карагаш (Астраханська область) представляють собою змішання південносибірських і європеоїдних антропологічних ознак.
Основним заняттям більшості ногаїв було кочове екстенсивне скотарство. Вони не заготовляли кормів та загонів для худоби. Землеробством займались переважно кубанські ногаї.
Як і в інших кочових народів царської Росії, в ногаїв включно до 20 сторіччя панували патріархально-феодальні відносини, виділились князі (мурзи), дрібніша знать, а також мусульманське духовенство. Разом з тим у них довго зберігались пережитки первісної епохи (племена, роди).